# Haasea fonticulora
Haasea fonticulora är en mångfotingart som först beskrevs av Karl Wilhelm Verhoeff 1910.  Haasea fonticulora ingår i släktet Haasea och familjen Haaseidae. Inga underarter finns listade i Catalogue of Life.